# Wyrażenie przyimkowe
Wyrażenie przyimkowe – połączenie przyimka z rzeczownikiem, liczebnikiem, przysłówkiem, przymiotnikiem (w użyciu rzeczownym) albo zaimkiem. 
Według polskiej ortografii poszczególne składniki wyrażeń przyimkowych zapisuje się oddzielnie. 
Przykłady:
- do babci
- do domu
- do dwudziestu
- na plażę (np. strój na plażę)
- po chodniku (np. iść po chodniku)
- po szkole
- przez las
- przy ścianie
- u ciebie
- w garść
- w tle
- wzdłuż muru
- z domu
- z papieru

Wyjątek stanowią wyrażenia przyimkowe, które mają charakter zrostów, np.:
- dopóki
- dookoła
- dlaczego
- naprzeciwko
- nadaremnie
- natomiast
- naraz
- wbrew
- wpław
- wstecz
- zaledwie
- zbyt
- znienacka